# Ust-Kiwda
Ust-Kiwda (ros. Усть-Кивда) – wieś (ros. seło) w południowo-wschodniej Rosji, terytorialnie i administracyjnie należąca do rejonu buriejskiego, w obwodzie amurskim. 
Według danych statystycznych z 2016 roku wieś Ust-Kiwda zamieszkiwało 154 mieszkańców. 